# Christina Heinich
Christina Heinich   (Leipzig, 8 de juliol de 1949), de casada Schiffner, és una atleta alemanya, ja retirada, especialista en curses de velocitat, que va competir durant les dècades de 1960 i 1970 sota bandera de la República Democràtica Alemanya. Es casà amb el ciclista Michael Schiffner.
El 1972 va prendre part en els Jocs Olímpics d'Estiu de Múnic on va disputar dues proves del programa d'atletisme. Formant equip amb Evelyn Kaufer, Barbel Struppert i Renate Stecher va guanyar la medalla de plata en la prova del 4x100 metres, mentre en els 200 metres fou cinquena.
Participà en tres edicions del Campionat d'Europa d'atletisme, destacant una medalla d'or en els 4x100 metres en l'edició de 1974, formant equip amb Bärbel Eckert, Doris Maletzki i Renate Stecher. També guanyà el campionat nacional dels 200 metres de 1972 i el del 4x100 metres de 1970 i 1974. Formà part de l'equip que millorà el rècord del món dels 4x100 metres en tres ocasions.

## Millors marques
- 100 metres. 11,1" (1973)
- 100 metres. 22,89" (1972)[1][5]